# 李濬 (唐朝)
李濬（7世纪—720年），唐朝宗室。他的高祖父开化郡公、北周秦州、河州、渭州三州刺史李贞，是李乞豆之子、唐高祖祖父李虎的侄子。
李濬曾祖父北周申州、卫州二州刺史李慧，祖父北平公李世武，父亲主爵郎中李思远。唐睿宗即位，加银青光禄大夫。唐玄宗在东宫，选为太子中允。出为麟州刺史，政有能名。开元初年，置十道按察使时，李濬担任润州刺史、江东按察使，封为真源县子。润州人孙处玄以学行著称，李濬上表推荐，令其子李麟与他结交。孙处玄称病不起。李濬转任虢州、潞州二州刺史，又担任益州都督府长史、剑南节度使，摄御史大夫。以诚信待人，称为良吏。开元八年在官任上去世，赠户部尚书，谥号成。